# سليمان بن سليمان
سليمان بن محمد بن سليمان (5 ديسمبر/كانون الأول 1905- 26 فيفري / شباط 1986) : عضو الديوان السياسي للحزب الحر الدستوري التونسي حتى مارس/آذار 1950، رئيس اللجنة التونسية للحرية والسلم. ولد بمدينة زغوان التي لا تبعد عن العاصمة إلا بخمسين كلم.

## طالب ومناضل
درس سليمان بن سليمان بالمدرسة الصادقية، وقد دخلها سنة 1919 وأحرز على شهادتها سنة 1925. ثم تحول بحرا إلى فرنسا ليحرز على شهادة الباكالوريا بما يخول له مواصلة تعليمه العالي. وبالفعل دخل كلية الطب بباريس في سنة 1929.
وإلى جانب دراسته، نشط في صلب جمعية طلبة شمال أفريقيا المسلمين، وأيد تأسيس الحزب الحر الدستوري الجديد منذ ظهوره سنة 1934. ولمواجهة القمع الذي تعرض له قياديو ذلك الحزب في سبتمبر /أيلول من تلك السنة ترأس لجنة الدفاع عن الحريات بتونس. كما نشط في صلب نجم الشمال الإفريقي خلال سنتي 1935-1936. وكان عضوا في جامعة الشعوب المستعمرة التي ظهرت بباريس في بداية سنة 1936.

## طبيب وطني
فتح سليمان بن سليمان عيادته في شارع باب منارة سنة 1945 وهو نفس الشارع الذي انتصب فيه كل من المناضل الوطني محمود الماطري، وبعده توحيدة بن الشيخ. ثم عمل بقسم أمراض العيون بمستشفى الحبيب ثامر بالعاصمة.
انضم إلى قادة الحزب الحر الدستوري التونسي، وكان من عناصره الراديكالية خلال مؤتمره المنعقد في أكتوبر-نوفمبر 1937. وألقي عليه القبض في أفريل /نيسان 1938، ونفي مع بورقيبة إلى فور سان نيكولا، ولم يطلق سراحه إلا سنة 1943. عاد بعد ذلك إلى قيادة الحزب، وقد ألقي عليه القبض في أوت/آب 1946 نتيجة مشاركته في مؤتمر ليلة القدر الذي نودي فيه بلاستقلال (أوت/آب 1946).

## مع الشيوعيين
اتجه الحركة الوطنية في أواخر الأربعينات إلى التنسيق بين بعض مكوناتها. وفي هذا الإطار، تأسست اللجنة التونسية للحرية والسلم سنة 1949، وقد التقى فيها الشيوعيون والدستوريون الجدد. لكن تبدل سياسة الحزب الدستوري الجديد، جعلته يتباعد عن الشيوعيين فدعا سليمان بن سليمان إلى مغادرة اللجنة غير أنه رفض ذلك وهو ما كلفه الرفت من الحزب في مارس /آذار 1950. واستمر على رأس اللجنة إلى أن وقع حلها سنة 1962. وتواصل تنسيقه مع الشيوعيين خلال ذلك، وفتح لهم أعمدة الصحيفة التي أصدرها بعد الاستقلال والتي تحمل عنوان منبر التقديم (Tribune du Progrès). وقد أوقفت هذه الجريدة في نفس الفترة التي حجر فيها نشاط الحزب الشيوعي في جانفي/كانون الثاني 1963. وفي سنة 1967 أسس اللجنة التونسية لمساندة كفاح الشعب الفيتنامي. وفي سنة 1980 أسندت إليه ميدالية المؤتمر الأفرو-آسيوي السابع لطب العيون المنعقد بتونس.